# Конкордія (антарктична станція)

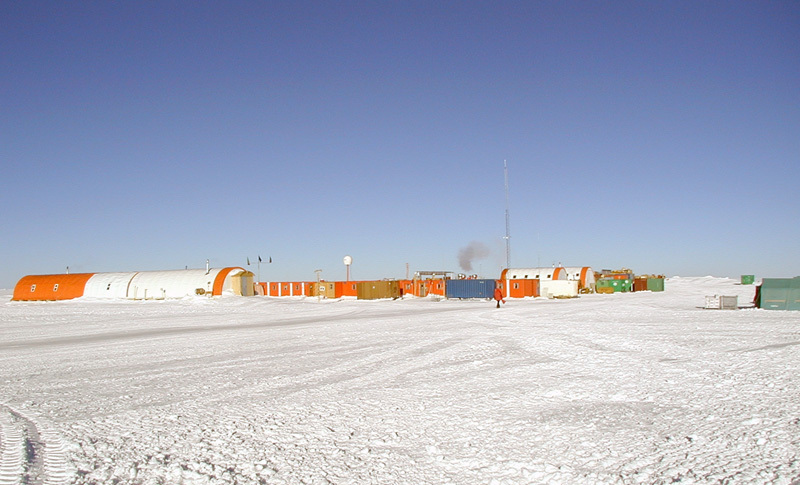
Основна частина літнього табору на C (Concordia) станції Купол в січні 2005 року

Конкордія — французько-італійська антарктична станція, відкрита в 2005 році, є спільним підприємством французького Полярного геофізичного інституту й італійської національної програми дослідження Антарктиди (PNRA). Найближчою до неї станцією є російська станція «Восток» — до неї 560 км.

## Історія
У 1992 у Франції було прийнято рішення заснувати нову станцію на антарктичному плато. Пізніше до програми приєдналася Італія. У 1996 році французько-італійська команда створила табір на Куполі Церцея.

## Наукова діяльність на «Конкордії»
Європейське космічне агентство використовує станцію для проведення дослідження можливих наслідків тривалого перебування людини в умовах довгих космічних польотів.
Надзвичайно суворі умови в околицях Конкордії задовольняють вимоги Європейського космічного агентства, оскільки вони максимально наближені до умов, у яких перебуватимуть астронавти під час довгих космічних польотів.